# Krater Chicxulub
Krater Chicxulub je drevni udarni krater, koji se nalazi na poluotoku Yucatán (Meksiko). Nalazi se blizu mjesta Chicxulub, po kojem je i dobio ime. Promjer kratera je 180 km, a dubina[sadašnja?] 900 m. Smatra se jednim od najvećih udara nebeskih tijela u povijesti Zemlje. Smatra se da je udarni asteroid, koji je stvorio krater, imao promjer najmanje 10 kilometara. 
Krater Chicxulub je otkrio geofizičar Glen Penfield, koji je radio na poluotoku Yucatan u potrazi za nalazištima nafte 1970-tih. U početku, Glen Penfield nije bio u mogućnosti da potvrdi da se radi o udarnom krateru, te je bio odustao od daljnje potrage. Dokazi o udaru nabeskih tijela su udarni kvarc, tektit i gravitacijske anomalije.
Kasniji dokazi su potvrdili da se udar dogodio prije otprilike 65 milijuna godina, na kraju geološkog razdoblja Krede. Taj udar znanstvenici povezuju s masovnim izumiranjem dinosaura. U svibnju 2010. grupa od 41 znastvenika je nakon 20 godina rada objavila da jedino uvjerljivo objašnjenje za izumiranje dinosaura je katastrofa nastala nakon udara golemog asteroida Chicxulub. Znanstvenici su, u tekstu objavljenom u časopisu Science Journalu, odbacili druge teorije, kao masovne vulkanske erupcije, nakon provjere podataka dobivenih u 20 godina paleontološkog, geokemijskog, klimatskog, geofizičkog i sedimentološkog istraživanja o stravičnom događaju koji je označio kraj dinosaura.

## Stravičan udar asteroida
Prvi udar asteroida uzrokovao je velike požare, stravične potrese, ogromna klizišta koja su proizvela cunamije. Konačno, udar je prouzročio globalnu zimu koju su uspjeli preživjeti samo rijetki hladnokrvni organizmi. Znanstvenici su istraživanjem potvrdili kako je jedinstveni sloj krhotina po sastavu povezan sa stijenama koje se mogu naći oko područja sudara. Također su potvrdili da je velika količina minerala koji nastaju kad stijene nešto udari pri velikoj brzini, prisutna u stijenama diljem svijeta.
Konkurentska teorija tvrdi da je izumiranje dinosaura uzrokovano serijom supererupcija vulkana na području Indije, koje su trajale oko 1,5 milijuna godina. Te su erupcije stvorile preko milijun kubičnih kilometara lave, za koju se smatralo da je pridonijela hlađenju atmosfere i globalnim kiselim kišama. Znanstvenici su zaključili da te erupcije nisu bile dovoljno značajne da bi uzrokovale masovno izumiranje dinosaura.